# Власта Фолтова
Власта Фолтова (чеш. Vlasta Foltová, рођ. Хамплова 1913—2001.) је бивша чекословачка гимнастичарка која је учесвовала на Олимпијским играма 1936. у Берлину и два светска првенства.
У Берлину је учествовала у дисциплини гимнастички вишебој у екипној конкуренцији, јединој дисциплини за жене на овим играма. Екипу је чинило осам гинастичарки:Јарослава Бајерова, Власта Деканова, Божена Добешова, Власта Фолтова, Ана Хребринова, Матилда Палфиова, Здењка Вермиржовска и Марија Ветровска. На основу збира појединачних резултата у три појединачне дисциплине, направљен је пласнам у оквиру репрезентације, а шест првопласираних, од осам чланица репрезентације, такмичиле су се у другом кругу односно групној вежби. Сви резултати првог и друго дела су се сабрали и добијен је резултат и пласман екипе Чехословачке. У конкуренцији осам репрезентација, Чехословачка је заузела друго место и освојила сребрну медаљу резултатом 503,60 бодова.
Појединачни резултати Власте Фолтове
| Дисциплина         | Бодови | Пласман |
| ------------------ | ------ | ------- |
| Прескок            | 21,95  | = 5     |
| Двовисински разбој | 22,65  | 7       |
| Греда              | 21,85  | = 17    |
| Укупно             | 66,45  | 5       |

 Знак једнакости = код појединачног пласмана значи да је делила место
Резултатом 66,45 Власта Фолтова је била прва у репрезентацији, па је учествовала у другом кругу - групној вежби, где се репрезентативке освојиле 115,85 бодова.
Власта Фолтова је на светским првенствима освојила 4 медаљеод тога2 златне и по једана сребрна и бронзана.
Светско првенство 1934. у Будимпешти
екипни вишебој — злато
Састав репрезентације: Марија Бајерова, Власта Деканиова, Власта Фолтова, Елеонора Хајкова, Власта Јарускова и Здењка Вермиржовска.
Светско првенство 1938. у Прагу
екипни вишебој — злато
двовисински разбој сребро
партер — бронза
Састав репрезентације: Марија Бајерова, Власта Деканиова, Божена Добешова, Власта Фолтова, Елеонора Хајкова, Власта Јарускова, Матилда Палфиова и Здењка Вермиржовска.